# Alja Klapšič
Alja Klapšić plesalka, fotomodel, manekenka, Miss, pevka, igralka, moderatorka in podjetnica. 2. maj 1975, Celje
V devetdesetih se je udeleževala lepotnih tekmovanj, leta 2003 se je slekla za majsko številko slovenske izdaje revije Playboy.
Nastopila je v videospotu za pesem Sara pevca Giannija Rijavca. Z ostalimi modeli ter celjskim blogerjem in glasbenikom Iztokom Gartnerjem je pozirala za naslovnico njegovega albuma Iztokovih 3600 sekund.
V SLG Celje je imela mali plesni vlogi.

## Lepotna tekmovanja

### 1995
- Miss Celje 1995 - 2. spremljevalka[6]

### 1996
- Miss Gorenjske 1996 - zmagovalka[7]
- Miss Slovenije 1996 - 7. mesto v finalu na Teznem (tja se je uvrstila prek polfinala v diskoteki Yucatan v Mariboru)[8][9]

### 1997
- Kraljica Slovenije 1997 - udeležba v finalu v Kranju (organizator Leon Ribnikar, prejšnje leto je bila zmagovalka Renata Bohinc)[10]

### 2000
- Ena od štirih zmagovalk Miss Hawaiian Tropic Slovenije 2000, potovanje na svetovno tekmovanje v Las Vegas. Ob tem so kot Hawaiian Tropic Bejbe posnele videospot Zapelji me (glasba: Matjaž Zupan)[11][12][13]

### 2003
- Miss Playboya - Baby Blue

Playmate Playboyevo dekle meseca maja ter uradna Miss Blond Slovenije.

## Plesni nastopi
- Škrlatni otok, Mihail Afanasejevič Bulgakov, SLG Celje (sezona 1991/92), kot plesalka "kabaretistka"[14]
- 7 + 5, G. Trovesi, Philip Glass, SLG Celje, 1995[15]

## Zasebno
Po izobrazbi je ekonomski tehnik in gimnazijski maturant.
Obiskovala je Umetniško Kajuhovo Gimnazijo Celje. Ter ekonomsko šolo v Žalcu in Ljubljani poslovno in upravne smeri.
Obiskovala je plesno šolo Ane Vovk Pezdir v Celju, manekensko šolo Moret  Vladimire Skale v Celju, Manekensko šolo  Image management Vere Hegedus v Ljubljani. Nastopala na tekmovanju Elite model Look v Portorožu. Obiskovala je tudi igralsko šolo Barice Blenkuš. Plesne šole klasičnega baleta, orientalskega plesa, afriških plesov, jazz baleta in sodobnega plesa. Osem let je obiskovala tudi pevski zbor, ter eno leto glasbeno šolo v Celju, vendar je prevladal ples. Zanima se tudi za astrologijo, vero, znanost in umetnost ter podjetništvo ter vse vrste znanja.